# Дългоопашати риби
 Тази статия е за семейството риби.  За рода вижте Дългоопашати риби (род).  
Дългоопашатите риби (Macrouridae) са семейство животни от разред Трескоподобни (Gadiformes).
Таксонът е описан за пръв път от Шарл Люсиен Бонапарт през 1831 година.

## Родове
Подсемейство Bathygadinae
- Bathygadus
- Gadomus

Подсемейство Macrourinae
- Albatrossia
- Asthenomacrurus
- Cetonurichthys
- Cetonurus
- Coelorinchus
- Coryphaenoides – Дългоопашати риби
- Cynomacrurus
- Echinomacrurus
- Haplomacrourus
- Hymenocephalus
- Hymenogadus
- Kumba
- Kuronezumia
- Lepidorhynchus
- Lucigadus
- Macrosmia
- Macrourus – Гренадири
- Malacocephalus
- Mataeocephalus
- Mesovagus
- Nezumia
- Odontomacrurus
- Paracetonurus
- Pseudocetonurus
- Pseudonezumia
- Sphagemacrurus
- Spicomacrurus
- Trachonurus
- Ventrifossa

Подсемейство Macrouroidinae
- Macrouroides
- Squalogadus

Подсемейство Trachyrincinae
- Idiolophorhynchus
- Trachyrincus